# Vicente Leñero
Vicente Leñero Otero (Guadalajara, Jalisco, 9 de junio de 1933-Ciudad de México, 3 de diciembre de 2014) fue un novelista, guionista, periodista, dramaturgo, ingeniero civil y académico mexicano. 

## Biografía
Nacido en Guadalajara en 1933. En algún momento no definido se muda a Ciudad de México donde estudiaría Ingeniería Civil en la Universidad Nacional Autónoma de México carrera por la que, tras un tiempo, llegó a mostrar desinterés debido a que había encontrado amor por la lectura y escritura, lo que ocasionó que reprobara bastantes materias y fuera de los pocos alumnos de su generación de Ingeniería en no llegar a graduarse a tiempo. En la clase de Estructuras Hiperestáticas el maestro Heberto Castillo le pidió que explicase en el pizarrón el concepto de momento de inercia, a lo cual Leñero no supo responder. Esto provocó el enojo de Castillo, el cual se burló de su alumno y provocó la risa de los demás estudiantes presentes. Castilló expulsó a Leñero de su clase para siempre al no creer que un alumno de los últimos semestres no conociese un concepto tan elemental. Años más tarde los dos se reencontrarían en Excélsior y Castillo le ofrecería una disculpa por haber sido tan duro. Pero tras lograr acreditar todas las materias llega a titularse. Después tomaría formación como periodista en la Escuela de Periodismo Carlos Septién García, Leñero pronto se refugió en la escritura para ganarse la vida. Publicó su primera novela La polvareda en Editorial Jus. La voz adolorida (1961), muestra el realismo psicológico de sus primeros escritos. Se trata del monólogo de un enfermo mental acerca de su vida, justo antes de ingresar al manicomio. Siguió con Los albañiles en 1963, que le valió el Premio Biblioteca Breve, un reconocimiento literario importante. Celebrado por su estructura compleja y su simbolismo, el trabajo narra la historia de un velador en una construcción. En 1967 obtuvo una beca Guggenheim.
Poco después Leñero empezó a escribir Libretos teatrales, adaptando Los albañiles, en 1964; La carpa, en 1971, y Los hijos de Sánchez, de Oscar Lewis, en 1972. Influyó en el inicio del género documental del teatro en México, y dos de sus trabajos notables son Pueblo rechazado y El juicio. En los años 80, Leñero publicó con éxito varios libros documentales, como La gota de agua y Asesinato: el doble crimen de los Flores Muñoz.
Leñero también ha incursionado en otros géneros. Fue guionista de la película El crimen del padre Amaro (2002), una de las películas mexicanas más exitosas, basada en la novela homónima de  Eça de Queirós. Participó en el guion de la película El garabato (2008), basada en una obra suya de nombre homónimo. También ha publicado notas periodísticas en el diario Excélsior y en las revistas Claudia y Proceso. Dirigió el taller literario Sólo los Jueves en la Sociedad General de Escritores de México.
Fue nombrado miembro de número de la Academia Mexicana de la Lengua el 11 de marzo de 2010, tomó posesión de la silla XXVIII el 12 de mayo de 2011 con el discurso "En defensa de la dramaturgia". El 21 de septiembre de 2011 fue galardonado, junto a José Agustín, con la Medalla Bellas Artes de México que otorga el Instituto Nacional de Bellas Artes (INBA).
Sumado a su pasión por la escritura, reflejada en el cuidado obsesivo mediante el cual redactaba sus textos, reescribiéndolos a mano cuantas veces fuera necesario, en Leñero se encontraba un gran aficionado al ajedrez esto lo demostró en su novela la vida que se va, teniendo la oportunidad de contender en Casa del Lago Juan José Arreola contra Veselin Topalov, campeón de la Federación Internacional de Ajedrez en 2005. Asimismo, el dramaturgo y periodista, de pensamiento supersticioso, que desarrolló a temprana edad, afirmaba no temer a la muerte gracias a su fe cristiana.
En 2024, Amarillo Editora publicó una nueva edición anotada de su divertida novela La gota de agua.

## Trabajo periodístico
Vicente Leñero obtuvo el título de periodista en 1956, por la Escuela de Periodismo Carlos Septién García. A partir de entonces, se convirtió en el maestro de varias generaciones de profesionales de la información.
Los primeros trabajos se desarrollaron en el ámbito periodístico y los medios de comunicación. Colaboró como guionista en radionovelas, además de que participó con sus publicaciones en Heraldo de México, Excélsior, Revistas de Revistas -semanario de Excélsior- y la revista Claudia, de la cual fue director. A partir de 1972, en su paso por Excélsior, conoció al entonces director Julio Scherer, a Ignacio Solares, a Luis González de Alba, a Eduardo Lizalde y a Jorge Ibargüengoitia. Tras la salida de Scherer, se fundó la revista semanal Proceso en 1976, en donde trabajó como subdirector por más de 20 años. 
En 1985, regresa a dar cátedra de periodismo, y en ese año publicó su novela de no ficción Asesinato, el doble crimen de los Flores Muñoz; a dicho subgénero pertenecen también Los periodistas, de 1978, y La gota de agua, de 1984.
En 1986, se publicó el Manual de periodismo que, para 1961, era un curso por correspondencia. Este texto fue redactado por Leñero en un total de 40 lecciones. Antes que esto sucediera, el periodista Carlos Marín Martínez utilizó los escritos en los talleres de redacción periodística en el Palacio de Minería. Marín reelaboró los apuntes tomando en cuenta la importancia de los géneros periodísticos y su punto de vista acerca del ejercicio de esta profesión. A pesar de que hubo especulaciones de conflictos entre ambos escritores, Leñero le cedió todo el crédito argumentando que fue Marín quien elaboró el Manual a partir de los apuntes que le obsequió. 
En febrero de 1994, publicó en la revista Proceso su entrevista al Subcomandante Marcos, la cual obtuvo difusión internacional. Ese mismo año recibió el premio Manuel Buendía, por su trayectoria. Cuatro años más tarde, en 1998, recibió el premio Fernando Benítez al Periodismo Cultural, durante la celebración de la Feria del Libro de Guadalajara.

## Trabajo cinematográfico
A lo largo de su vida, realizó una veintena de guiones de largometraje, con los que dio gran impulso al cine mexicano. Ganó el Premio Ariel en cuatro ocasiones: por Mariana, Mariana (1987), El callejón de los milagros (1994), La ley de Herodes (1999) y El crimen del padre Amaro (2002).
- Mariana, Mariana: Dirigida por Alberto Isaac, es una adaptación de la novela Las batallas en el desierto de José Emilio Pacheco donde narra la historia de Carlitos, un niño que se enamora de la mamá de su amigo.
- El callejón de los milagros: Considerada por la crítica como uno de los grandes éxitos de la dupla Fons-Leñero, la adaptación de la novela homónima de Naguib Mahfuz sorprendió en su tiempo por su estilo narrativo contado en fragmentos, capítulos y distintos puntos de vista de la vida de varios personajes de una vecindad. Con ella, Leñero obtuvo reconocimiento internacional, ya que la cinta se llevó el Premio Goya de Mejor película iberoamericana y la Mención de honor del Festival de Berlín por su narrativa.
- La ley de Herodes: Dirigida por Luis Estrada Rodríguez, en esta ocasión Leñero cambió a la sátira con este filme político sobre la corrupción del Partido Revolucionario Institucional. Uno de los primeros proyectos polémicos del escritor en cine.
- El crimen del padre Amaro: Dirigida por Carlos Carrera, este trabajo realizado por Leñero y Carrera fue una adaptación de la novela homónima del escritor Eça de Queiroz; narra un romance trágico entre un cura y una joven de un pueblo. La cinta fue nominada al Premio Oscar y al Globo de Oro.

## Obras

### Cuento
- 1959 - La polvareda y otros cuentos
- 1981 - Cajón de sastre
  - "Camino de tierra", "Lástima", "Nada", "La cartera", "La aventura perfecta", "Drama de un hombrecito que no pudo leer Cien anõs de soledad", "¿Quién mató a Agatha Christie?", "Arreola: lección de ajedrez", "La noche triste de Raquel Welch", "La cargada", "La gira", "Y retiemble en su centro la tierra".
- 1987 - Puros cuentos
  - "La polvareda", "El albañil muerto", "Rabia", "San Tarsicio", "Camino de tierra", "Lástima", "El próximo septiembre", "Zona rosa".
- 2002 - Autorretrato a los 33 y seis cuentos
  - "Autorretrato", "El castigo", "El cigarro", "¿Quién mató a Agatha Christie?", "La cartera", "Nada", "La aventura perfecta".
- 2005 - Sentimiento de culpa. Relatos de la imaginación y de la realidad
  - "Sentimiento de culpa", "Flashbacks", "Pieza tocada", "Stanley Ryan", "Dónde puse mis lentes", "El día en que Carlos Salinas",  "La ciudad en el centro", "Leyendo a Graham Greene", "No es falta de cariño", "A lo mejor va en portada", "El ladrón honrado", "¡Están atracando a un viejo!", "Un tal Juan Rulfo", "Santificado sea tu nombre", "Venganza", "Toque de sacrificio".
- 2008 - Gente así. Verdades y mentiras
  - De literatura: "La cordillera", "A la manera de O'Henry", "Injurias y aplausos para José Donoso", "La novela del joven Dostoievski", "Resentimiento", "Los cuatrocientos años de Hamlet", "Querido Óscar Walker". De ajedrez: "La apertura Topalov", "Ajedrecistas". De teatro y de cine: "Cajón de Alfonso Sastre", "Gemelas", "Hotel Ancira", "La leyenda de Jaime". De religión: "El mínimo y pobre Tomás Gerardo Allaz", "Belén", "La muerte de Iván Illich", "Luna llena".
- 2009 - Parábolas. El arte narrativo de Jesús de Nazaret
- 2013 - Más gente así
  - "Las uvas estaban verdes", "Herido de amor, herido", "Guerra santa", "Madre solo hay una", "¿Quién mató a Agatha Christie?", "La bufanda amarilla", "Los encuentros", "Plagio", "El enigma del garabato", "La muerte del cardenal", "Una visita a Graham Greene", "A pie de página", "Crucero", "El crimen", "Cuatro amores en la plaza".
- 2017 - Mucho más gente así
  - "Fumar o no fumar", "Al acoso de Marcos", "Yuliet", "Oraciones fúnebres", "El casillero del diablo", "Manual para vendedores", "Mañana se va a morir mi padre", "El ajedrez de Capablanca", "El flechazo", "La pequeña espina de Alfonso Reyes", "La noche del Rayo López", "Queen Federika".

### Novela
- 1961 - La voz adolorida (en 1967 aparece la versión definitiva bajo el título A fuerza de palabras)
- 1964 - Los albañiles
- 1965 - Estudio Q
- 1967 - El garabato
- 1972 - Redil de ovejas
- 1978 - Los periodistas
- 1979 - El evangelio de Lucas Gavilán
- 1983 - La gota de agua
- 1999 - La vida que se va

### Narrativa de no ficción
- 1985 - Asesinato. El doble crimen de los Flores Muñoz

### Teatro
- 1968 - Pueblo rechazado
- 1969 - Los albañiles
- 1970 - Compañero
- 1971 - La carpa
- 1972 - El juicio (El jurado de León Toral y la madre Conchita)
- 1972 - Los hijos de Sánchez
- 1979 - La mudanza
- 1980 - Alicia, tal vez
- 1981 - Las noches blancas
- 1981 - La visita del ángel
- 1983 - Martirio de Morelos
- 1985 - ¡Pelearán diez rounds!
- 1986 - ¿Te acuerdas de Rulfo, Juan José Arreola?
- 1986 - Señora
- 1987 - Jesucristo Gómez
- 1988 - Nadie sabe nada
- 1989 - El infierno
- 1990 - Hace ya tanto tiempo
- 1992 - La noche de Hernán Cortés
- 1995 - Todos somos Marcos
- 1996 - Los perdedores
- 1996 - Qué pronto se hace tarde
- 1997 - Don Juan en Chapultepec
- 2008 - Teatro completo I. De Pueblo rechazado hasta ¡Pelearán diez rounds!
- 2008 - Teatro completo II. De ¿Te acuerdas de Rulfo, Juan José Arreola a Don Juan en Chapultepec.

### Periodismo
- 1968 - El derecho de llorar y otros reportajes
- 1972 - La zona rosa y otros reportajes
- 1986 - Manual de periodismo (con Carlos Marín)
- 1989 - Talacha periodística
- 2007 - Periodismo de emergencia (nueva edición de Talacha periodística reorganizada y aumentada con siete nuevos textos)
- 2019 - Solo periodismo. Compilación de textos publicados en Proceso de 1976 a 2015 .

### Ensayo
- 1967 - Autobiografía precoz
- 1974 - Viaje a Cuba
- 1982 - Vivir del teatro (255 págs.)
- 1989 - Los pasos de Jorge
- 1990 - Vivir del teatro II
- 1992 - De cuerpo entero
- 1993 - Ay, Jalisco
- 1993 - El teatro de los Insurgentes
- 1995 - Lotería. Retrato de compinches
- 2012 - Vivir del teatro (486 págs.)
- 2013 - Escribir sobre teatro

### Discurso
- En defensa de la dramaturgia. Discurso de ingreso a la Academia Mexicana de la Lengua (2011)

### Guiones publicados
- 1982 - Justos por pecadores. Tres guiones cinematográficos ("Magnicidio", "Los albañiles", "Cadena perpetua")
- 1995 - Miroslava
- 1997 - El callejón de los milagros (adaptación de la novela de Naguib Mahfuz)
- 2003 - El padre Amaro (adaptación de la novela de Eça de Queiroz)

### Antología
- 2000 - La inocencia de este mundo

### Cuento infantil
- 1997 - El cordoncito
- 2002 - La viejita chiquitita chiquitita
- 2004 - La cabrita blanca de Ireri

### Como editor
- 1976 - El que la hace la paga. Ocho detectives célebres

## Guiones escritos para cine
- 1972 - El festín de la loba (dir. Francisco del Villar) (Guion escrito con el director)
- 1973 - El monasterio de los buitres (dir. Francisco del Villar) (Guion escrito con el director; adaptación de la pieza teatral Pueblo rechazado)
- 1975 - El llanto de la tortuga (dir. Francisco del Villar) (Guion escrito con el director)
- 1976 - Los albañiles (dir. Jorge Fons) (Guion escrito con Jorge Fons y Luis Carrión; adaptación de la obra teatral y novela del mismo nombre)
- 1978 - Los de abajo (dir. Servando González) (Guion escrito con el director basado en la novela homónima de Mariano Azuela)
- 1978 - Cadena perpetua (dir. Arturo Ripstein) (Basado en la novela Lo de antes de Luis Spota)
- 1979 - Cuando tejen las arañas (dir. Roberto Gavaldón) (Guion escrito con Fernando Galiana y Francisco del Villar)
- 1980 - La Tía Alejandra (dir. Arturo Ripstein) (Guion escrito con Sabina Berman y Delfina Careaga)
- 1980 - Las grandes aguas (dir. Servando González) (Guion escrito con el director basado en la novela homónima de Luis Spota)
- 1987 - Mariana, Mariana (dir. Alberto Isaac) (Guion basado en la novela Las batallas en el desierto de José Emilio Pacheco)
- 1990 - La mudanza (dir. Lourdes Elizarrarás y Gabriel Retes) (Guion  escrito con Gabriel Retes)
- 1993 - Miroslava (dir. Alejandro Pelayo) (Guion basado en el cuento homónimo de Guadalupe Loaeza)
- 1994 - Amor que mata (dir. Valentín Trujillo) (Guion escrito con el director, Javier González y Patricia Sentíes)
- 1995 - El callejón de los milagros (dir. Jorge Fons) (Guion basado en novela homónima de Naguib Mahfouz)
- 1999 - La ley de Herodes  (dir. Luis Estrada) (Guion escrito con el director, Fernando León Rodríguez y Jaime Sampietro basado en una historia de Luis Estrada y Jaime Sampietro)
- 2002 - La habitación azul (dir. Walter Doehner (Guion escrito con el director basado en la novela homónima de Georges Simenon)
- 2002 - El crimen del padre Amaro (dir. Carlos Carrera (Basado en la novela homónima de José Maria Eça de Queirós)
- 2006 - Fuera del cielo (dir. Javier Patrón) (Guion  escrito con Guillermo Ríos)
- 2010 - Contracorriente (dir. Rafael  Gutiérrez y Elisa Salinas) (Guion escrito con Víctor Bartoli Herrera basado en la novela homónima de Víctor Bartoli Herrera)
- 2010 - El atentado (dir. Jorge Fons) (Colaborador con el director en la escritura del guion de Fernando León Rodríguez basado en la novela El expediente del atentado de Álvaro Uribe)

## Otras adaptaciones cinematográficas basadas en sus obras
- 1980 - Misterio (dir. Marcela Fernández Violante) (Guion de la directora basado en la novela Estudio Q)
- 1991 - Pelearán diez rounds (dir. José Luis García Agraz) (Guion de Ximena Suárez basado en la obra de teatro homónima)

## Premios y reconocimientos
- Premio Biblioteca Breve 1963 por Los albañiles
- Premio Mazatlán de Literatura 1987 por Puros cuentos
- Premio Xavier Villaurrutia 2001
- Premio Nacional de Ciencias y Artes en el área de Lingüística y Literatura 2001[7]
- Mayahuel de Plata 2007 en el Festival Internacional de Cine de Guadalajara por sus aportaciones al cine mexicano
- Premio de Letras de Sinaloa 2009, por el Instituto Sinaloense de Cultura[8]
- Premio Nacional de Periodismo Carlos Septién García 2010

| Predecesor: La ciudad y los perros (Mario Vargas Llosa) | Premio Biblioteca Breve 1963 | Sucesor: Vista de amanecer en el trópico (luego reformada como Tres tristes tigres) (Guillermo Cabrera Infante) |